# Kęsowo (gemeente)
De gemeente Kęsowo is een landgemeente in het Poolse woiwodschap Koejavië-Pommeren, in powiat Tucholski.
De gemeente bestaat uit 10 administratieve plaatsen solectwo: Drożdzienica, Grochowo, Jeleńcz, Kęsowo, Obrowo, Pamiętowo, Piastoszyn, Przymuszewo, Wieszczyce, Żalno.
De zetel van de gemeente is in Kęsowo.
Op 30 juni 2004 telde de gemeente 4400 inwoners.

## Oppervlakte gegevens
In 2002 bedroeg de totale oppervlakte van gemeente Kęsowo 108,82 km², waarvan:
- agrarisch gebied: 78%
- bossen: 11%

De gemeente beslaat 10,12% van de totale oppervlakte van de powiat.

## Demografie
Stand op 30 juni 2004:
| Omschrijving                   | Totaal | Totaal | Vrouwen | Vrouwen | Mannen | Mannen |
| ------------------------------ | ------ | ------ | ------- | ------- | ------ | ------ |
| eenheid                        | aantal | %      | aantal  | %       | aantal | %      |
| inwoners                       | 4400   | 100    | 2157    | 49      | 2243   | 51     |
| bevolkingsdichtheid (inw./km²) | 40,4   | 40,4   | 19,8    | 19,8    | 20,6   | 20,6   |

In 2002 bedroeg het gemiddelde inkomen per inwoner 1588,75 zł.

## Plaatsen zonder de statussołectwo
Adamkowo, Bralewnica, Brzuchowo, Krajenki, Ludwichowo, Nowe Żalno, Sicinki, Siciny, Tuchółka.

## Aangrenzende gemeenten
Chojnice, Gostycyn, Kamień Krajeński, Sępólno Krajeńskie, Tuchola